# Wapen van Hoogheemraadschap van Delfland

Wapen van hoogheemraadschap Delfland

Het wapen van het Hoogheemraadschap van Delfland werd op 15 september 1819 aan het Zuid-Hollandse hoogheemraadschap van Delfland toegekend. Het wapen was reeds in de 16e eeuw in gebruik. Het is gebaseerd op het wapen van Albrecht van Beieren.
Hoewel het waterschap in 1977 met ongeveer 50 omliggende waterschappen en polders fuseerde bleven de naam en het wapen behouden.

## Blazoenering
De blazoenering van het wapen luidt als volgt:
Een schild gevierendeeld, het eerste en vierde geruit van blaauw en zilver geplaatst en bande, het tweede en derde tegen gevierendeeld, het eerste en vierde van goud, beladen met een klimmenden zwarte leeuw, het tweede en derde mede van goud en beladen met een roode klimmenden leeuw, het schild gedekt met een keizerlijken kroon en rustende tegen een dubbelden keizerlijken arend, ieder hoofd beladen met een gouden ring.
Het schild toont in het eerste en vierde kwartier het wapen van Beieren. In het tweede en derde kwartier staan de vier leeuwen van Henegouwen, deze kwartieren zijn zelf gecarteleerd. In de tweede en derde kwartieren staan de leeuwen van Holland (rood met blauwe tong en nagels) en Vlaanderen (zwart met rode nagels en tong). 
Als schildhouder een zwarte dubbelkoppige arend. Een dergelijke arend komt bij meer waterschappen voor. Om de koppen van de adelaar een aureool. Niet vermeld wordt dat de snavels en klauwen van de arend blauw zijn gekleurd. Deze arend is de keizerlijke Duitse arend, gelijk aan de keizerlijke kroon; de kroon is de Rudolfinische keizerskroon.

## Vergelijkbare wapens

Het wapen van Albrecht van Beieren
Het grote wapen van Beieren
Het kleine wapen van Beieren
Wapen van de graven van Holland
Wapen van de graven van Holland, volgens de Codex 148.
Het wapen van Henegouwen

## Trivia
- Het wapen komt onder andere in het Gemeenlandshuis in Maassluis meerdere keren terug, waaronder boven de toegangspoort en boven de open haard.
- Op de heemraadswagen van het hoogheemraadschap, waarin de bestuurders reden om de schouw te doen, stond ook het wapen. Tevens ook op het jacht.[1]